# Ulodesmus spiralipes
Ulodesmus spiralipes är en mångfotingart som beskrevs av Karl Wilhelm Verhoeff 1939. Ulodesmus spiralipes ingår i släktet Ulodesmus och familjen Gomphodesmidae. Inga underarter finns listade i Catalogue of Life.